# العلاقات البنمية الجنوب إفريقية
العلاقات البنمية الجنوب أفريقية هي العلاقات الثنائية التي تجمع بين بنما وجنوب أفريقيا.

## مقارنة بين البلدين
هذه مقارنة عامة ومرجعية للدولتين:
| وجه المقارنة                                              | بنما                      | جنوب أفريقيا |
| --------------------------------------------------------- | ------------------------- | --- |
| المساحة (كم2)                                             | 74.18 ألف                 | 1.22 مليون |
| عدد السكان (نسمة)                                         | 4.10 مليون                | 57.73 مليون |
| الكثافة السكانية (ن./كم²)                                 | 55.27                     | 47.32 |
| العاصمة                                                   | بنما                      | بريتوريا، بلومفونتين، كيب تاون |
| اللغة الرسمية                                             | اللغة الإسبانية           | لغة إنجليزية، اللغة الأفريقانية، اللغة النديبلي الجنوبية، اللغة السوثو الشمالية، اللغة السوتية، لغة سوازي، اللغة التسونجا، اللغة التسوانية، اللغة الفيندية، اللغة الكوسية، اللغة الزولوية |
| العملة                                                    | بالبوا بنمي، دولار أمريكي | راند جنوب أفريقي |
| الناتج المحلي الإجمالي (بليون دولار)                      | 61.84 مليار               | 349.42 مليار |
| الناتج المحلي الإجمالي (تعادل القوة الشرائية) بليون دولار | 87.37 مليار               | 725.91 مليار |
| الناتج المحلي الإجمالي الاسمي للفرد دولار أمريكي          | 13.27 ألف                 | 5.72 ألف |
| الناتج المحلي الإجمالي للفرد دولار أمريكي                 | 20.89 ألف                 | 13.05 ألف |
| مؤشر التنمية البشرية                                      | 0.780                     | 0.666 |
| رمز المكالمات الدولي                                      | +507                      | +27 |
| رمز الإنترنت                                              | .pa                       | .za |
| المنطقة الزمنية                                           | 00                        | ت ع م+02:00، أفريقيا/جوهانسبرغ ‏ |

## منظمات دولية مشتركة
يشترك البلدان في عضوية مجموعة من المنظمات الدولية، منها:
| علم المنظمة | اسم المنظمة                        | تاريخ انضمام بنما | تاريخ انضمام جنوب أفريقيا |
| ----------- | ---------------------------------- | ----------------- | ------------------------- |
|             | يونسكو                             | 10 يناير 1950     | 4 نوفمبر 1946             |
|             | الفريق المعني برصد الأرض           | ?                 | ?                         |
|             | مؤسسة التمويل الدولية              | 20 يوليو 1956     | 3 أبريل 1957              |
|             | منظمة حظر الأسلحة الكيميائية       | ?                 | ?                         |
|             | مؤسسة التنمية الدولية              | 1 سبتمبر 1961     | 12 أكتوبر 1960            |
|             | منظمة التجارة العالمية             | ?                 | 1995                      |
|             | وكالة ضمان الاستثمار متعدد الأطراف | 21 فبراير 1997    | 10 مارس 1994              |
|             | الاتحاد البريدي العالمي            | ?                 | ?                         |
|             | منظمة الشرطة الجنائية الدولية      | ?                 | ?                         |
|             | الأمم المتحدة                      | 13 نوفمبر 1945    | 7 نوفمبر 1945             |
|             | الاتحاد الدولي للاتصالات           | 14 يوليو 1914     | 1910                      |
|             | البنك الدولي للإنشاء والتعمير      | 14 مارس 1946      | 27 ديسمبر 1945            |

## وصلات خارجية
- موقع وزارة الخارجية البنمية
- موقع وزارة الخارجية الجنوب أفريقية